# Jerry Morris

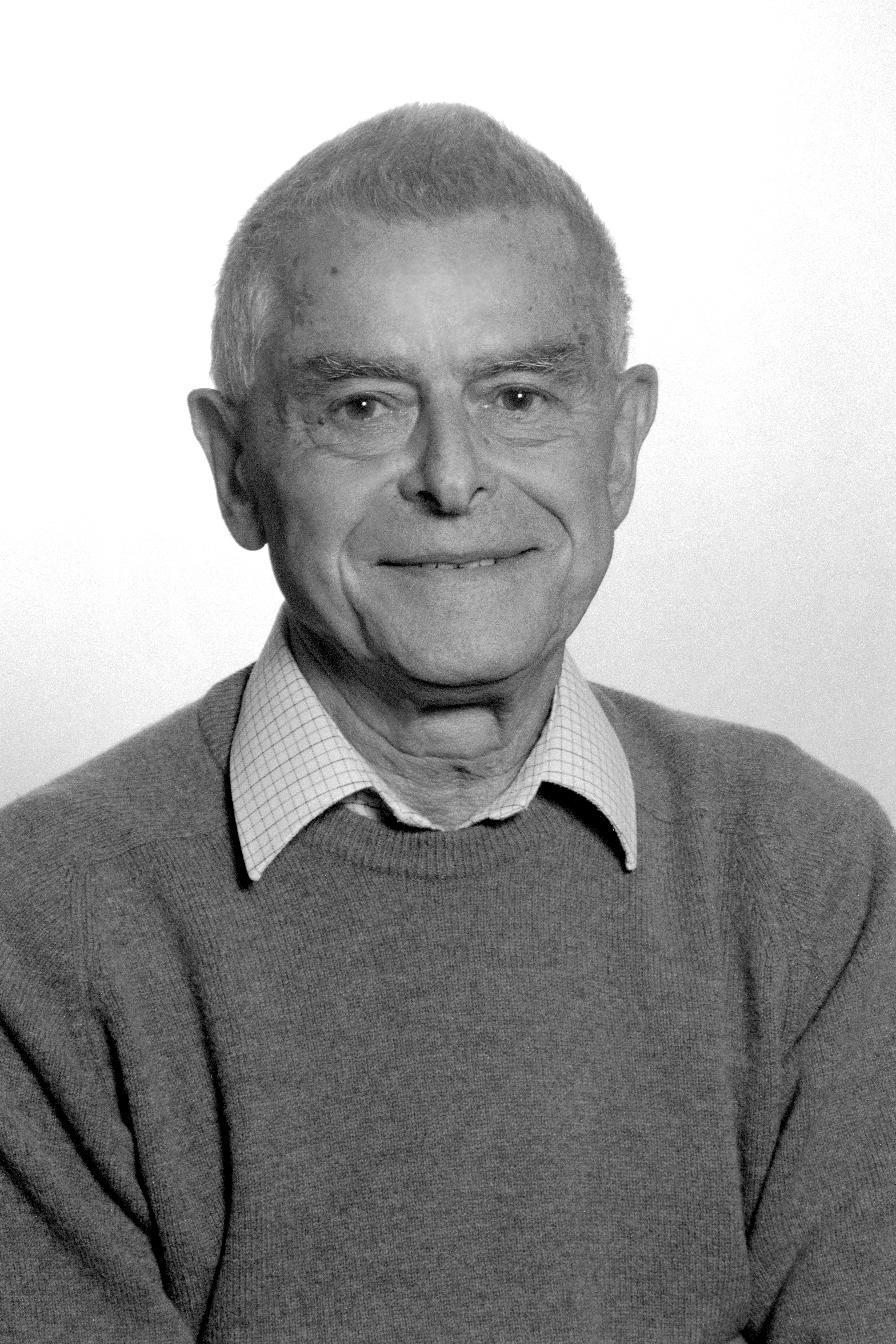
Jerry Morris

Jeremiah Noah „Jerry“ Morris, CBE (auch Jeremy Morris; geboren 6. Mai 1910 in Liverpool; gestorben 28. Oktober 2009 in Hampstead, London) war ein britischer Epidemiologe. Mit seiner 1953 veröffentlichten Studie Coronary heart-disease and physical activity of work belegte er die Bedeutung von körperlicher Aktivität zur Vermeidung von Herz-Kreislauf-Erkrankungen.

## Leben
Jerry Morris wurde 1910 in Liverpool als einer von drei Söhnen einer nur wenige Wochen zuvor aus Polen emigrierten jüdischen Familie in Liverpool geboren. Die Familie zog bald darauf nach Glasgow, wo er unter ärmlichen Verhältnissen aufwuchs. Den Familiennamen Morris übernahmen seine Eltern vom Kapitän des Schiffs, dass sie nach England gebracht hatte. Sein lebenslanges Interesse an Bewegung und körperlicher Fitness wurde schon in früher Jugend durch seinen Vater geweckt, der mit ihm und seinen Brüdern regelmäßig lange und zügige Spaziergänge unternahm.
Sein Studium der Medizin an der University of Glasgow und am University College London schloss Morris 1934 ab. Anschließend sammelte er umfangreiche klinische Erfahrungen als Arzt. Seit Morris die Studie Poverty and Population (1938) des Sozialwissenschaftlers Richard Titmuss gelesen hatte, stand er im Kontakt zu Titmuss und kooperierte mit ihm bis zu dessen Tod 1973. 
Während des Zweiten Weltkriegs diente Morris in Indien und Birma im Royal Army Medical Corps und stieg dort zum Rang eines Oberstleutnants auf. Während seiner Dienstzeit war er an einem frühen Einsatz von Penicilline beteiligt.
Morris, der vor dem Krieg im Gesundheitsamt in Nottingham gearbeitet hatte und sich dort mit den Ursachen rheumatischer Herzkrankheiten bei jungen Menschen beschäftigt hatte, verfasste während seiner Dienstzeit gemeinsam mit Titmuss Arbeiten zu Jugendrheumatismus, rheumatischen Herzkrankheiten und Magengeschwüren, die den Einfluss sozialer Faktoren auf die Gesundheit aufzeigten und von John Alfred Ryle als „erste Beispiele für eine praktische Sozialmedizin“ gelobt wurden. Kurz nach seiner Rückkehr aus dem Militärdienst wurde Morris als Stipendiat des Medical Research Council (MRC) in Mill Hill berufen. 1947 schloss Morris sein Studium der Public Health Medicine an der London School of Hygiene & Tropical Medicine ab. Bei der Gründung der Abteilung für Sozialmedizin des Medical Research Council 1948 wurde Jerry Morris deren Leiter.
Mitte der 1950er Jahre wurde Morris zum Professor für Sozialmedizin am London Hospital ernannt, kehrte aber nach acht Jahren an die London School of Hygiene & Tropical Medicine zurück, wo er bis kurz vor seinem Tod tätig war. Jerry Morris starb am 28. Oktober 2009 im Alter von 99 Jahren in London an einer Lungenentzündung und Nierenversagen.
Morris war seit 1939 mit Galina „Galia“ Schuchalter († 1997) verheiratet. Das Ehepaar adoptierte zwei Söhne und eine Tochter.

## Forschung
Ab dem Jahr 1949 untersuchte Morris die Herzinfarktraten von Busfahrern und Fahrkartenkontrolleuren. Mit seinen Daten konnte Morris belegen, dass die Fahrkartenkontrolleure weniger als halb so viele Herzinfarkte hatten wie die 90 % ihrer Schicht hinter dem Steuer sitzenden Kollegen, obwohl es außer der deutlich längeren Bewegungszeit bei der Arbeit sonst kaum Unterschiede im Lebensstil beider Berufsgruppen gab. Die Fahrkartenkontrolleure mussten in den typisch britischen Doppeldeckerbussen während ihrer Tätigkeit ständig laufen und über Treppen vom Unterdeck zum Oberdeck auf- und absteigen. 1953 publizierten Morris et al. ihre Studie Coronary heart-disease and physical activity of work in The Lancet. In einer Folgestudie konnte Morris nachweisen, dass die geringere Häufigkeit von Herzinfarkten größtenteils nicht mit anderen Faktoren wie dem Körperbau zusammenhing; so hatten die Fahrkartenkontrolleure im Schnitt ein deutlich geringeres Herzinfarktrisiko, unabhängig davon, ob sie schlank, normalgewichtig oder korpulent waren. Danach führte Jerry Morris eine weitere Studie mit Postbeamten durch, bei denen er nachweisen konnte, dass die täglich zu Fuß oder mit dem Fahrrad die Post ausliefernden Zusteller ebenfalls ein signifikant niedrigeres Herzinfarktrisiko hatten als die sitzend tätigen Angestellten im Postamt.
Im Jahr 1957 veröffentlichte Morris mit Uses of Epidemiology ein Lehrbuch über die Epidemiologie nicht ansteckender Krankheiten, das mehrfach aktualisiert und neu aufgelegt wurde. George Davey Smith nannte Morris′ Buch 2001 einen der wichtigsten Texte der Epidemiologie des 20. Jahrhunderts.
In den 1960er Jahren führte Morris eine achtjährige Studie mit 18.000 Probanden durch, die im öffentlichen Dienst sitzende Tätigkeiten ausübten. Auch die Ergebnisse dieser Studie bestätigten, dass Personen, die sich regelmäßig durch schnelles Gehen, Radfahren, Schwimmen oder andere Sportarten körperlich betätigten, ihr Herzinfarktrisiko um die Hälfte reduzieren konnten.

## Schriften
- J. N. Morris: Uses of Epidemiology. 3. Auflage, Churchill Livingstone, Edinburgh, London and New York, 1975, ISBN 0-443-01106-0.